# سیریل دسرز
سیریل کولاول دسرز (به انگلیسی: Cyriel Kolawole Dessers ، زادهٔ ۸ دسامبر ۱۹۹۴) یک فوتبالیست حرفه‌ای است. او در پست مهاجم و برای باشگاه کرمونزه سری بی بازی می‌کند. دسرز در بلژیک متولد شد و همچنین برای تیم ملی نیجریه بازی می کند.

## حرفه باشگاهی

### اوه لوون
در طول فصل ۲۰۱۳–۲۰۱۴، دسرز ۱۹ ساله در مسابقات ذخیره و جوانان برای اوه لوون نمایان شد. بعدها دسرز مصدوم یا به عبارتی دیگر تعلیق می شود، او نخستین دقایق حضورش را در تیم اصلی  و در باخت ۳–۲ خارج از خانه در برابر مونس کسب کرد.